# Абу Исхак аль-Истахри
Абу Исхак Ибрахим ибн Мухаммад аль-Истахри (до 908 — после 951) — арабский географ, представитель «классической школы».

## Биография
Родом из Истахра (5 км от Персеполя). Сведений о его жизни сохранилось крайне мало. Известно, что он некоторое время жил в Багдаде, совершил хадж и путешествовал, посетив ряд стран Средней, Южной и Западной Азии.
Около 930—933 годов составил по-арабски сочинение о географии «Книга путей и стран» («Китаб аль-масалик ва-ль-мамалик»). Оно представляет собой сборник географических карт с пояснительными записками. Предположительно, большая часть информации заимствована из предшествующего утраченного сочинения Абу Зайда аль-Балхи (годы жизни 850—934, дата написания ок. 920). Работа повлияла на труды многих арабо-персидских географов. Около 951/952 года Истахри лично встречался с другим выдающимся арабским географом и путешественником — Ибн Хаукалем и разрешил ему исправить и дополнить свою книгу.

## Труды
«Книга путей и стран», другое название «Сувар ал-акалим» («Изображения климатов (или „областей“)»). Помимо арабского текста сохранились многочисленные переводы на персидском и, позднее, турецком языках.